# Tatiana Sjtjelkanova
Tatiana Sergejevna Sjtjelkanova (ryska: Татъяна Сергеевна Щелканова), född 18 april 1937 Jejsk, död 24 november 2011 i Sankt Petersburg, var en sovjetisk friidrottare.
Sjtjelkanova blev olympisk bronsmedaljör i längdhopp vid sommarspelen 1964 i Tokyo.

## Världsrekord i längdhopp
- 6,48	-1.5 Moskva, Sovjetunionen	1961-07-16
- 6,53	1.5	Leipzig, Östtyskland	1962-06-10
- 6,62 Bryssel, Belgien 1962-10-06
- 6,70		Moskva, Sovjetunionen	1964-07-04